# Tasata nova
Tasata nova là một loài nhện trong họ Anyphaenidae.
Loài này thuộc chi Tasata. Tasata nova được Cândido Firmino de Mello-Leitão miêu tả năm 1922.